# Сосонская волость

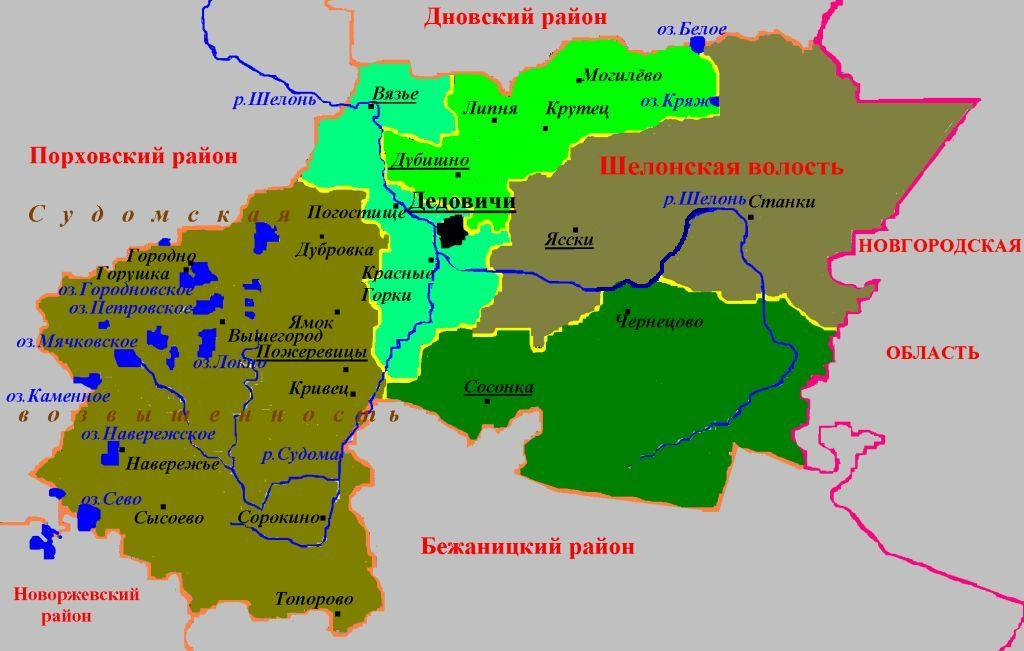
Административное деление Дедовичского района в 2010—2015 гг.

Сосонская волость — упразднённые административно-территориальная единица 3-го уровня и муниципальное образование со статусом сельского поселения в Дедовичском районе Псковской области России.
Административный центр — деревня Сосонка.

## География
Территория волости граничила на западе с Пожеревицкой и Вязьевской, на севере — с Шелонской волостями Дедовичского района, на юге — с Бежаницким районом Псковской области, на востоке — с Новгородской областью.

## Население
| 2002 | 2010 | 2012 | 2013 | 2014 | 2015 |
| ---- | ---- | ---- | ---- | ---- | ---- |
| 721  | ↗802 | ↘792 | ↗793 | ↘771 | ↘743 |

## Населённые пункты
В состав Сосонской волости входило 40 населённых пунктов, в том числе 39 деревень — Акулиха, Бахново, Борок, Веселки, Высокое, Городовик, Городня, Грихново, Дубровы, Енарьево, Заполье, Зуево, Кипино, Князево, Крутец, Кучено, Ломаница, Лемтюхово, Мухарево, Нивки, Новое Пезово, Паревичи, Парли, Пески, Пестинская, Погиблово, Подмышье, Пригон, Пустошка, Решетиха, Ручейки, Ручьевая, Сосонка, Старое Пезово, Шапинка, Хохлово, Чернецово, Юфимово, Юхарино, — а также 1 станция — Судома.

## История
Постановлением Псковского областного Собрания депутатов от 26 января 1995 года все сельсоветы в Псковской области были переименованы в волости, в том числе Сосонский сельсовет был превращён в Сосонскую волость.
Законом Псковской области от 28 февраля 2005 года в её границах было также создано муниципальное образование Сосонская волость со статусом сельского поселения с 1 января 2006 года в составе муниципального образования Дедовичский район со статусом муниципального района.
На референдуме 11 октября 2009 год было поддержано объединение Чернецовской и Сосонской волостей. Законом Псковской области от 3 июня 2010 года Чернецовская волость была упразднена в пользу Сосонской волости.
Законом Псковской области от 30 марта 2015 года Сосонская волость была упразднена, а её территория 11 апреля 2015 года была включена в состав Вязьевской волости.